# 바리주

바리주

바리주(소말리어: Bari)는 소말리아 북동부에 위치한 주로, 주도는 보사소이다. 서쪽으로는 사나그주와 솔주, 남쪽으로는 누갈주와 인접해 있고 북쪽으로는 아덴만, 동쪽으로는 인도양과 맞닿아 있다. 이 곳은 현재 소말리아로부터 독립을 선언한 푼틀란드의 지배하에 있다.